# Velothon Stockholm
Der Velothon Stockholm ist eine Straßenradsportveranstaltung mit Start und Ziel in der schwedischen Hauptstadt Stockholm. 
Er wurde im Jahr 2015 zum ersten Mal ausgetragen und besteht aus einem Eintagesrennen der UCI Europe Tour in UCI-Kategorie 1.1 und einem Jedermannrennen.
Veranstalter war zunächst Lagadère Sports, die u. a. auch die Cyclassics Hamburg, den Velothon Berlin, den Velothon Kopenhagen, den Velothon Stuttgart und den Velothon Wales organisierte. Nachdem die Ausdauersportsparte von Lagadère Sports im Januar 2016 durch den Triathlonveranstalter Ironman übernommen wurde, werden die Rennen durch Ironman ausgerichtet.

## Sieger
- 2015  Marko Kump